# Michel Jonasz
Michel Jonasz (Drancy, 21 gennaio 1947) è un compositore e musicista francese.

## Biografia
È di origini ungheresi.
Tra i suoi lavori principali vi sono La Boîte de jazz (1985), Joueurs de blues (1981) e Les Vacances au bord de la mer (con testo di Pierre Grosz).
Nel 1985 ha ottenuto il premio come artista maschile dell'anno nell'ambito dei Victoires de la musique.
Occasionalmente ha lavorato come attore. In queste vesti ha preso parte al film Les hauts murs di Christian Faure (2008) e alla miniserie televisiva Dalida (2005).